# Тодд Рандґрен
Тодд Рандґрен  (Rundgren Todd, 22 червня 1948, Аппер Дербі, Пенсільванія, США) — вокаліст, гітарист, клавішник, перкусист, композитор, аранжувальник, автор текстів, продюсер.

## Творча діяльність
Дебютував у середині 1960-х років, виступаючи як гітарист разом з гуртами The Money та Woody's True Stop у різних місцевих барах. 1967 року він створив власну формацію The Nazz, яка перебувала під впливом британського попу та року, і записали три гарно сприйнятих альбоми.
Після розпаду The Nazz 1970 року Рандгрен з успіхом працював спочатку звукорежисером (наприклад, брав участь у роботі над альбомом «Stage Friqht» гурту The Band), а пізніше дебютував як соліст лонгплеєм «Runt» (таке прізвисько мав Тодд). Ця платівка поєднувала в собі технічну гру інструменталістів з мелодійними пристрастями головного виконавця. У її запису брали участь: Хант (Hunt) — ударні й тоні Сейлз (Tony Sales) — бас (пізніше учасники формації Девіда Боуї Tin Machine). Така ж зріла музика домінувала на хіт-синглі «We Got To Get You A Woman» та черговому альбомі «The Ballad Of Todd Rundgren».
Повний розквіт таланту Рандгрена доводив подвійний лонгплей «Something — Anything?», що з'явився 1972 року. Три сторони цього видання займав матеріал, написаний, виконаний та продюсований самим Рандгреном, наприклад, його найпопулярніші твори «І Saw The Light» та «It Wouldn't Have Made Any Difference». Щоправда, на останній стороні пропонувалась сумнівної якості «поп-опера», проте в цілому робота заслужено вважається класикою початку 70-х років.
Черговий лонгплей «A Wizard, A True Star» презентував блискучу збірку стилів, починаючи від сюїт, що складались з вокальних мініатюр, до соул-балад на зразок «I'm So Proud» та «Ooh Baby Baby». Ще один подвійний альбом «Todd» був також сміливим задумом, хоча стилістична нескладність вказувала на те, що автор потрапив у глухий кут.
Відповіддю на критичні зауваження стало утворення Рандгреном 1973 року прогресивної рок-формації Utopia, у якій крім лідера виступали: Мугі Клінгмен (Moogy Klingman) — клавішні; Ем Фрог Лебет (M. Frog Labat) — клавішні; Ральф Шакетт (Ralph Shuckett) — клавішні; Джон Сеглер (John Seller) — бас (пізніше його замінив Кейсім Салтон (Kasim Sulton), а також Джон Вілкокс (John Wilcox) — ударні. Щоправда незабаром ціле тріо клавішників замінив Роджер Пауелл (Roger Powell), але схильність у творчості групи до численних інструментальних імпровізацій та містичних підтекстів залишилась незмінною. Група швидко стала концертним видовищем, однак творча лояльність музикантів
Рандгрена незабаром зазнала випробувань, їх затягнуті імпровізації на альбомах «Initiation» та «Faithful» дуже контрастували з тугою лідера за класичним попом. 1977 року група записала альбоми «Ra» та «Oops! Wrong Planet», участь у яких Рандгрена була загалом формальною. Проте попри все це артист зберіг багато творчої енергії та реноме чудового продюсера, яке він здобув завдяки співпраці з групами New York Dolls, Grand Funk Railroad та Hall & Oates. Вінцем у цій діяльності Рандгрена став альбом Meat Loaf «Bat Out Of Hell» — один з найбільших бестселерів в історії фонографічної індустрії. Побічно Рандгрен розпочав роботу над власним лонгплеєм «Hermit Of Mink Hollow», який з ентузіазмом сприйняли критики, почувши в ньому повернення до звучання «Something — Anything?».
На початку 1980-х артист продовжував йти еклектичним шляхом. Записана разом з Utopia платівка «Deface The Music» була чудовою підробкою музики Beatles від «І Wanna Hold Your Hand» до «Tomorrow Never Knows», але сольний альбом «Healing» тяжів до амбіційнішої стилістики. З роками Рандгрен почав дуже економно використовувати свій талант. А підтвердженням великого творчого потенціалу була реалізація під його керівництвом записів авангардної групи XTC.

## Дискографія
- 1970: Runt (разом з гуртом Runt)
- 1971: The Ballad Of Todd Rundgren (разом з гуртом Runt)
- 1972: Something — Anything?
- 1973: A Wizard, A True Star
- 1973: Todd
- 1975: Initiation
- 1976: Faithful
- 1978: Hermit Of Mink Hollow
- 1978: Back To The Bars
- 1981: Healing
- 1982: Heals
- 1983: The Ever Popular Tortured Artist Effect
- 1985: A Cappella
- 1987: Anthology — Todd Rundgren
- 1989: Nearly Human
- 1989: Anthology (1968—1985)
- 1991: Second Wind
- 1993: No World Order
- 1994: No World Order Lite
- 1995: Singles
- 1995: Individualist
- 1997: Very Best Of Todd Rundgren
- 1997: With A Twist
- 1997: I Saw The Light & Other Hits

### З гуртом The Nazz
- 1968: Nazz
- 1969: Nazz-Nazz
- 1970: Nazz III
- 1984: The Best Of Nazz

### З гуртом Utopia
- 1974: Todd Rundgren's Utopia
- 1975: Another Live
- 1977: Ra
- 1977: Oops! Wrong Planet
- 1980: Adventures In Utopia
- 1980: Deface The Music
- 1980: I Just Want To Touch You
- 1982: Swing To The Right
- 1982: Utopia
- 1984: Oblivion
- 1985: P.O.V
- 1987: Trivia
- 1988: The Utopia Collection
- 1993: Redux'92 — Live In Japan

### Продюсер
- 1973: Ass (гурт Badfinger)